# Crataegus songarica
Crataegus songarica là loài thực vật có hoa trong họ Hoa hồng. Loài này được K. Koch mô tả khoa học đầu tiên năm 1853.